# 노 도공
노 도공(魯悼公, ? ~ 기원전 437년)은 중국 노나라의 제28대 임금이다. 휘는 영(寧)이다. 비록 도공이 임금이었지만, 국정을 삼환이 전제하여, 노후의 위치는 삼환보다도 낮아졌다.